# Estação Ernest Lluch

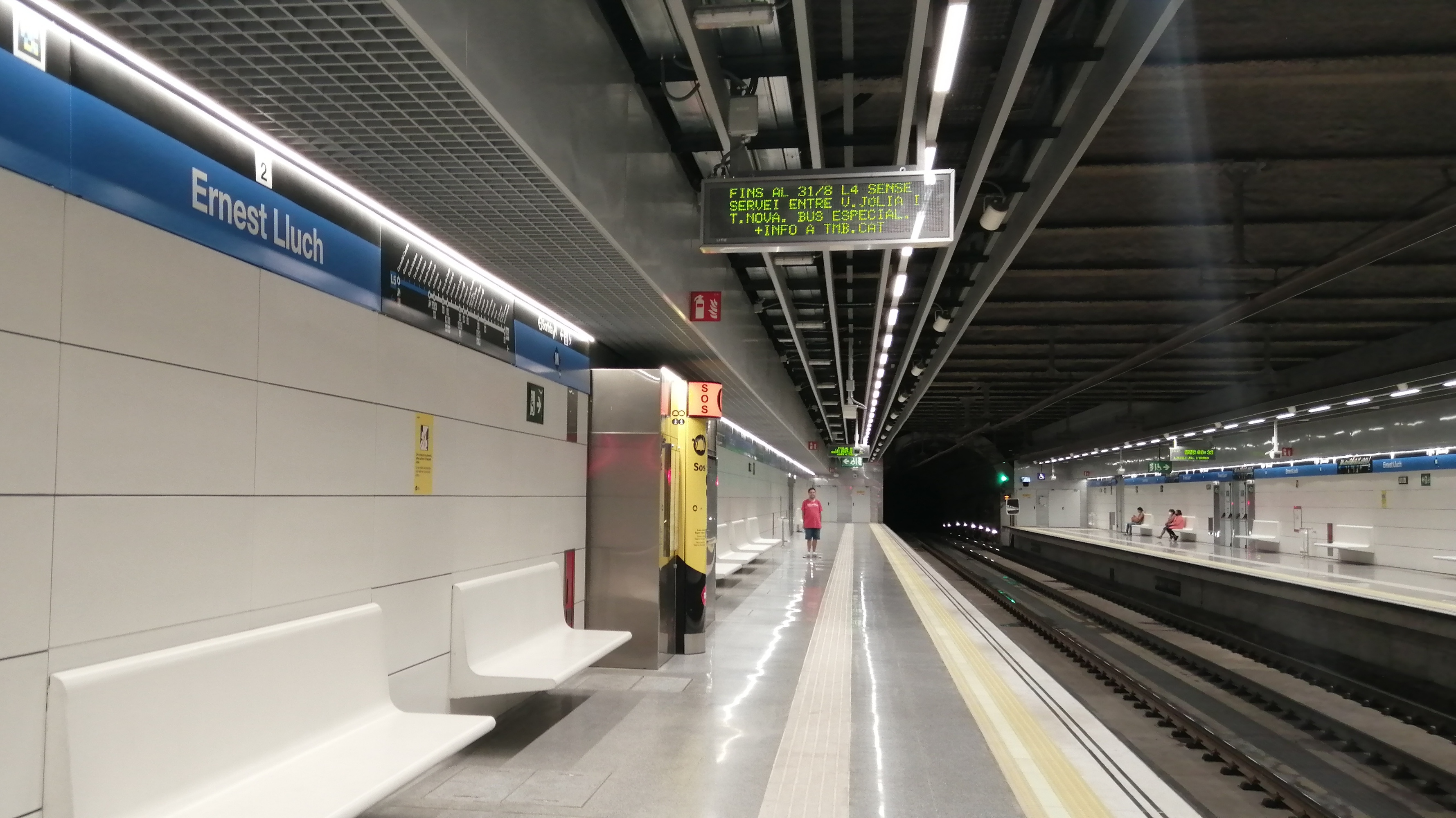
Estação Ernest Lluch em 2021.

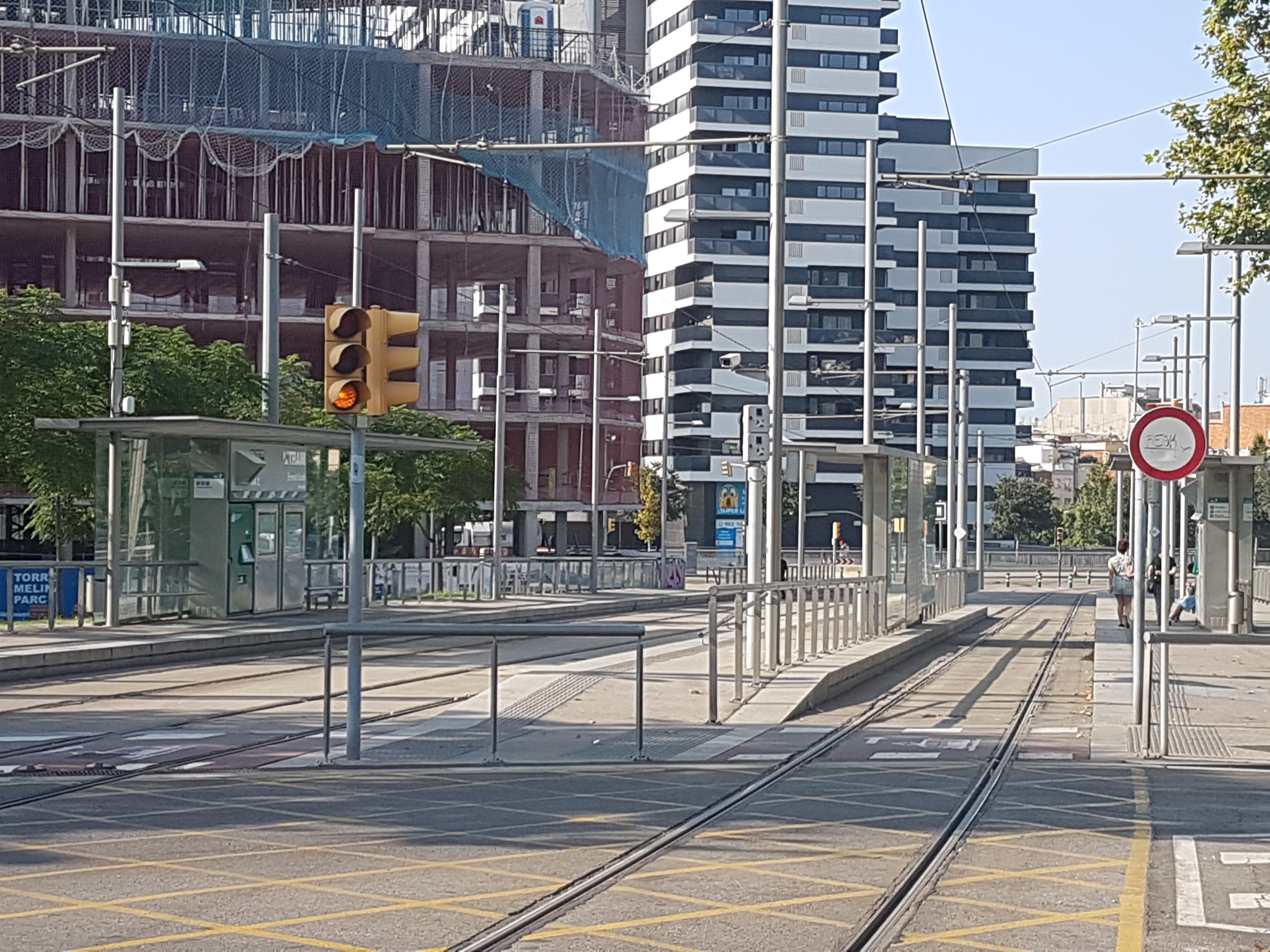
Parada Trambaix Ernest Lluch em 2018.

Ernest Lluch é uma estação das linhas T1, T2 e T3 da Trambaix e da Linha 5 do Metro de Barcelona.

## História
A estação de bonde foi inaugurada em 3 de abril de 2004 com a inauguração da Trambaix, com o nome de Sant Ramon até janeiro de 2010, e estava localizada no Camí de la Torre Melina, mas no final de agosto de 2008, devido à eliminação da curva que fica entre o Caminho da Torre Melina e a Rodovia de Collblanc foi transferida para a sua localização atual localizada a poucos metros da anterior.
A estação de metrô foi inaugurada em 25 de julho de 2021, a previsão inicial era que a estação fosse aberta ao público em 2014.

## Origem do nome
O nome da estação é uma homenagem ao político socialista e professor universitário Ernest Lluch catalão que foi assassinado por terroristas do grupo Euskadi Ta Askatasuna (ETA) quando chegava em sua casa que ficava a menos de 500 metros da estação.

## Localização
A estação está localizada entre a Avinguda de Xile e a Carretera de Collblanc no distrito Les Corts na cidade de Barcelona.

## Acessos à estação
- Cementiri de Sants
- Avinguda de Xile